# Frederick Anderson (Fußballspieler)
Frederick Anderson (* 17. November 1855 in Milton, Glasgow; † 5. Januar 1940 in Hungerford) war ein schottischer Fußballspieler, Geschäftsmann und Sportfunktionär. Er diente zwei Amtszeiten als Vorsitzender des Stadtrats von Shanghai während der Ausländischen Konzessionen.

## Karriere und Leben
Frederick Anderson wurde am 17. November 1855 in Milton, Glasgow, einige Kilometer nördlich des Stadtzentrums geboren. Er war das achte von elf Kindern von James (ein Tuchhändler) und Jane Anderson, die bei seiner Geburt 44 bzw. 39 Jahre alt waren. Sein ältestes Geschwister war Bruder James, der zum Zeitpunkt seiner Geburt 17 Jahre alt war. Laut Volkszählung von 1871 lebte er mit seiner Familie, als er 15 Jahre alt war, zusammen mit vier Hausangestellten im englischen Wilmslow. Anderson wurde an der Glasgow Academy, einer berühmten Rugby-Schule, und später an der Hawthorn Hall in Wilmslow unterrichtet. Vielleicht lernte er an der englischen Schule das Fußballspielen. Er begann hier seine berufliche Laufbahn als Handelskaufmann, nachdem er mit 15 Jahren die Schule verlassen hatte.
Ab den frühen 1870er Jahren tauchte er im schottischen Fußball auf. Dabei begann er auf Vereinsebene für den FC Clydesdale zu spielen. Am 7. März 1874 absolvierte Anderson ein Länderspiel für die schottische Fußballnationalmannschaft. Im dritten offiziellen Länderspiel im Fußball das in seiner Heimatstadt Glasgow im Hamilton Crescent ausgespielt wurde, erzielte Anderson das erste schottische Tor beim 2:1-Sieg über England. Zwei Wochen später trat er mit Clydesdale am 21. März 1874 im Hampden Park gegen den FC Queen’s Park im schottischen Pokalfinale an. Queen’s Park siegte nach Toren von Billy MacKinnon und Robert Leckie mit 2:0.
Anfang der 1880er Jahre zog Anderson nach Fernost. Ab 1882 lebte er in Shanghai, wo er zunächst für die Holliday, Wise & Company arbeitete, bei denen er bis 1890 blieb. Danach war er bei Ilbert & Company tätig. Ab März 1882 war er Sekretär und später Präsident des Shanghai Cricket Club. Anderson war von 1892 bis 1897 acht Jahre lang Mitglied des Stadtrats von Shanghai. Nach dem Rücktritt von James Fearon wurde er im August 1899 zum Vorsitzenden gewählt und war bis 1900 im Amt. Von 1904 bis 1906 war er erneut Vorsitzender. Er war auch der lokale Vorsitzende der China Association in Shanghai. In den Jahren 1898, 1899, 1908 und 1909 war Anderson Präsident des Shanghai Rugby Club.
Laut der Volkszählung von 1901, lebte Anderson mit seiner Frau (Sophia Louisa Ward, 1871–1967), und seinem dreijährigen Sohn und zwei Bediensteten in der Queen Street in Westminster, London. Seine Frau, die Tochter von Admiral Thomas Le Hunte Ward hatte er am 4. Juni 1896 in Kensington geheiratet.
Er verließ Shanghai endgültig im Jahr 1909 und kehrte nach London zurück. 1919 war er Vorsitzender der China Association in London und 1922 wurde er zum Präsidenten der Association wiedergewählt.
Laut Census von 1911 lebten er mit seiner Frau, drei Töchtern und seiner Schwiegermutter am Queen’s Gate in South Kensington. Außerdem teilten sich ein Koch, ein Butler, drei Hausmädchen, ein Diener und eine Krankenschwester sein Haus. Sein Sohn war zu dieser Zeit im St. Peter’s Internat in Broadstairs, Kent.
Anderson setzte sein Interesse an China fort und war von 1917 bis 1939 Gouverneur der School of Oriental Studies (heute SOAS). Die Schule berichtete, dass er ein international bekannter Kunstsammler und Gelehrter für chinesische Keramik sei. Im Oktober 1923 wurde eine Bibliothek der Schule nach ihm und zwei chinesischen Kollegen aus Shanghai, Yoh Ping Han (郁 屏 翰) und Tseng Hiang Yu (鄭 良 裕) benannt.
Im Jahr 1922 kaufte er Standen Manor, ein 1732 erbautes Herrenhaus in der Nähe von Hungerford in Berkshire. Das Haus blieb bis 1981 in Familienbesitz, bis es verkauft wurde.
Frederick Anderson starb am 5. Januar 1940 und hinterließ einen beträchtlichen Nachlass mit einem Wert von 261.000 Pfund Sterling.